# Jaakko William Keto
Jaakko William Keto, ursprungligen Liukku, J.W. Keto, född 19 december 1884 i Laihela, död 21 oktober 1947 i Köpenhamn, Danmark, var en finländsk politiker.
Keto anslöt sig som student till Finlands socialdemokratiska parti (SDP) och var sedan dess känd som teoretiker och kallades ofta "Finlands Kautsky". Han var riksdagsman 1919–31; 1926–27 och 1937 var han socialminister. 
Under andra världskriget tillhörde han den så kalllade fredsoppositionen, och blev efter kriget medlem i Socialistiska enhetspartiet, vilket ingick i Demokratiska förbundet för Finlands folk (DFFF), vars ordförande han blev 1946.